# Neorepukia
Neorepukia là một chi nhện trong họ Agelenidae.